# Vecino (apellido)
Vecino es un apellido Itálico que data del siglo XI, de tiempos del Rey Alfonso VI de León, cuando llegaron gentes del Norte de Italia, oriundo de luego de establecerse en la Región de Valladolid, lugar donde llegaron y crearon elaborados muebles.
Tiene un origen  toponímico y se deriva del nombre de Lugar o Villa del norte de Italia, de la corte  durante toda la Edad Media. Su origen es cuando establecieron con toda la hidalguía en la corona Real de España en servicio del Rey, que se extendió muy poco por la península ibérica y Nuevo Mundo).